# Pivní zvon
Pivní zvon nebo též vinný zvon se nazývá malý zvon, kterým rychtář odzváněl pokyn k uzavření hospod. Pivní zvon býval zpravidla zavěšen na radnici. 

## Historie
Historicky je pivní zvon doložen z Prahy, Chebu či Jihlavy.
Hlas pivního zvonu, tzv. „zvonění na pokoj“, také ohlašoval zákaz vycházení do ulic bez osvětlení. 
V Chebu v r. 1480 vyšlo nařízení, že hlas pivního zvonu oznamuje také dobu, do níž se smí bruslit.
Není bez zajímavosti, že začátek „pokoje“ nebyl během roku ve stejnou dobu a v zimě nastával někdy už při 7–8 hodině večerní. 
Nezřídka se stávalo, že krčmář výzvu hlasu pivního zvonu k uzavření hospody nedodržel, pouze zavřel okenice a pilo se dál, proto rychtář hospody obcházel a podle zvyku mu hospodský musel otevřít ihned po prvním zabouchání, aby nestihl sklidit případné věci ze stolu. Stejně běžné ovšem posléze bylo, že se rychtář, znaven večerní obchůzkou, k tajně popíjejícím štamgastům připojil a poseděl s nimi. 